# Корфініо
Корфініо (італ. Corfinio) — муніципалітет в Італії, у регіоні Абруццо,  провінція Л'Аквіла.
Корфініо розташоване на відстані близько 120 км на схід від Рима, 50 км на південний схід від Л'Акуїли.
Населення — 1072 особи (2014).
Щорічний фестиваль відбувається 3 травня. Покровитель — святий Алессандро.

## Демографія
Населення за роками:

Станом на 1 січня 2023 року в муніципалітеті офіційно проживали 52 іноземці з 13 країн, серед них 11 громадян країн Євросоюзу та 4 громадяни України.

## Сусідні муніципалітети
- Пополі
- Пратола-Пелінья
- Раяно
- Роккаказале
- Салле
- Токко-да-Казаурія
- Вітторито